# زیگفرید زایدل
زیگفرید زایدل (به آلمانی: Siegfried Seidl) (زاده ۲۴ اوت ۱۹۱۱، مرگ ۴ فوریه ۱۹۴۷) یک افسر آلمانی در دوره رایش سوم و از نوامبر سال ۱۹۴۱ تا ۳ ژوئیه سال ۱۹۴۳ فرمانده اردوگاه کار اجباری ترزینشتات بود.